# Jan Fethke
Jan Fethke (ur. 26 lutego 1903 w Opolu, zm. 16 grudnia 1980 w Berlinie) – śląski pisarz oraz reżyser i scenarzysta filmowy.

## Życiorys
Jan Fethke urodził się w rodzinie polskiego lekarza w Opolu. Jako nastolatek był zaangażowany w działalność powstańczą. Na początku lat dwudziestych studiował w Gdańsku. To właśnie wtedy zainteresował się filmem i językiem esperanto – swoimi największymi pasjami. W języku esperanto publikował pod pseudonimem Jean Forge. Karierę zawodową rozpoczął w Berlinie, ówczesnej stolicy europejskiej kinematografii. Pracował tam jako autor scenopisów i scenarzysta. Współpracował z filmowcami lewicowymi i Fritzem Langiem. Powieść Jana Fethke Mr. Tot aĉetas mil okulojn (1000 oczu pana Totka) była podstawą scenariusza do filmu Die 1000 Augen des Dr. Mabuse (Tysiąc oczu doktora Mabuse).
Po dojściu Hitlera do władzy wyemigrował do Polski, zachowując obywatelstwo niemieckie. W międzywojennej Polsce wyreżyserował kilka filmów oraz napisał kilkanaście scenariuszy. Po wybuchu II wojny światowej pozostał w Warszawie, współpracując z władzami okupacyjnymi. Jego postawa z tamtych czasów oceniana była bardzo niejednoznacznie. Według Isaja Dratwera Fethke był ważnym funkcjonariuszem w administracji hitlerowskiej (szefem wydziału kultury) i dyrektorem biura reklamy „Tempo”.
W 1944 r. podczas realizacji filmu dokumentalnego „Praha” został aresztowany. Po zakończeniu wojny przyjął polskie obywatelstwo i podjął pracę w filmie polskim jako scenarzysta i reżyser.
W Życiu Warszawy w 1947 r. ukazał się artykuł poświęcony losom Fethkego w czasie okupacji cytujący list 15 funkcjonariuszy Filmu Polskiego, którzy twierdzili, że Fethke nie dopuścił się żadnej działalności antypolskiej. Artykuł przywołuje jednak wypowiedzi Fethkego z pism gadzinowych, m.in. Nowego Kuriera Warszawskiego, o charakterze antysemickim i prohitlerowskim.
Podczas 44. Światowego Kongresu Esperanto w Warszawie w 1959 r. Fethke nakręcił film Verda stelo super Varsovio (Zielona gwiazda nad Warszawą). Na początku lat 60. pozostał w Berlinie Zachodnim, gdzie pracował jako lektor języka esperanto. Był również autorem licznych publikacji w tym języku (w tym słowników i powieści). Współpracował z licznymi czasopismami esperanckimi, m.in. Literatura Mondo.

## Wybrana filmografia (jako scenarzysty)
- Dwie Joasie (1935)
- Bolek i Lolek (1936)
- Papa się żeni (1936)
- Niedorajda (1937)
- Robert i Bertrand (1938)
- Zapomniana melodia (1938)
- Paweł i Gaweł (1938)
- Złota Maska (1939)
- Przez łzy do szczęścia (1939)
- Ulica Graniczna (1948)
- Skarb kapitana Martensa (1957)

## Wybrana filmografia (jako reżysera)
- Zapomniana melodia (1938)
- Bogurodzica (1938)
- Przez łzy do szczęścia (1939)
- Złota Maska (1939)
- Załoga (1951)
- Sprawa do załatwienia (1953)
- Irena do domu! (1955)

## Literatura
- Zielona papuga (1921)

Utwory w języku esperanto:
- Abismoj (Otchłanie, powieść o problemach miłosnych, 1923)
- Saltego trans jarmiloj (Skok przez tysiąclecia, powieść, fantastyczna historia o wyprawie w czasy Nerona, 1924)
- Mr. Tot aĉetas mil okulojn (1000 oczu pana Totka, powieść przygodowa, 1931)
- La verda raketo (Zielona rakieta, nowele, 1961)
- Mia verda breviero (Mój zielony brewiarz, nowele, 1974)